# Castelo de Proença-a-Velha
O Castelo de Proença-a-Velha localizava-se na freguesia e povoação de Proença-a-Velha, Município de Idanha-a-Nova, no Distrito de Castelo Branco, em Portugal.

## História

### Antecedentes
A primitiva ocupação humana da região remonta à pré-história, acreditando-se que aqui habitassem Lusitanos quando da invasão romana da península Ibérica, como se depreende dos nomes não-latinos constantes de uma ara, datada do século I, encontrada na localidade, e dedicada a uma divindade local denominada "REVELANGANITAECUS".
A proximidade a Idanha-a-Velha, a antiga cidade de Egitânia, terá certamente influenciado a vida destes povos.

### Da fundação da Nacionalidade à Restauração
No contexto da Reconquista cristã da península Ibérica, à época da formação da nacionalidade, D. Afonso Henriques doou à Ordem dos Templários, os domínios de Idanha e Monsanto, com todo o território compreendido entre os rios Erges, Tejo e Zêzere (onde se localiza Proença-a-Velha), ao final de 1165.
O Mestre da Ordem, D. Pedro Alvites, com o beneplácito de Afonso II de Portugal, em 1218 outorga o foral a Proença-a-Velha, para a restaurar e repovoar: "Ego fraire domnus Petrus Aluitiz per grasia dei magister de caualaria de templo (…) uolumus restaurare atque populare uilla de prohencia."
O Tombo da Comenda da Ordem de Cristo (1505) fornece-nos a descrição, com algum detalhe, do castelo da vila de Proença:
"Tem a dita Vila de Proença um castelo cercado de uma cava e duas cercas, a saber, uma barbacã de pedra e barro derribada por partes e um muro largo e forte de canto lavrado armado em redor de alvenaria de pedra e barro. O portal da entrada da dita barbacã está agora derribado e à entrada da cerca está logo um portal de pedraria forte e sobre ele as armas d’el-rei e a cruz da Ordem esculpidas em pedra e tem boas portas fechadas.
Junto com este portal, que é da parte da vila contra o poente, está um cubelo pequeno mais alto que o muro, ameiado e bem corrigido e está contra o norte. E da outra parte do portal contra o sul, pegado ao dito muro, por mandado d'el-rei nosso senhor se faz agora uma torre de menagem, e já tem feito grande parte dos alicerces de cantaria mui bem lavrada."
A mesma fonte refere que a igreja, tal como a Misericórdia, ficavam no exterior das muralhas: "Fora desta cerca contra o norte está uma igreja (…)."
A importância da Vila é reafirmada nessa época, quando Manuel I de Portugal lhe concede o Foral Novo (1 de junho de 1510).

### De 1640 aos nossos dias
Era D. Francisco de Menezes, neto D. Francisco de Menezes, o Mouco (comendador em 1580), o titular da comenda em 1640. Ao tomar o partido de Filipe III de Portugal, viu-se forçado a fugir para a Espanha, passando a comenda para as mãos de João IV de Portugal.
Pedro II de Portugal, em 1675 entrega a comenda a D. Lourenço de Almada, 7º senhor de Pombalinho, o qual era neto do comendador que havia fugido para Castela, por parte de sua filha D. Luísa de Menezes, que havia ficado em Portugal com sua mãe.
A comenda manteve-se nas mãos desta família até à extinção dos senhorios e os privilégios das comendas em 1826.
As "Memórias Paroquiais de 1758" referem: "É esta terra entrincheirada de paredes de pedra de que se faz a cantaria e tem um castelo em uma ponta da vila, a nascente, todo de pedra de cantaria, mas está muito demolido e um palácio dentro também demolido que dizem fora dos templários".
A tradição local recorda que terá sido cerca de meio século depois, no contexto da Guerra Peninsular que as tropas napoleónicas acabaram por arrasar o que restava do castelo. Pouco mais tarde, em 1835, o concelho foi extinto e integrado no de Idanha-a-Nova.
Do antigo castelo, no extremo leste da povoação, restam em nossos dias apenas vestígios das muralhas e referências na toponímia local, nomeadamente a rua do Castelo, a rua Detrás do Castelo (ou Travessa do Castelo), o Chão do Castelo e ainda a rua do Baluarte.

## Características
Constitui-se num castelo de pequenas dimensões, que corresponderia ao espaço hoje ocupado pelo denominado Chão do Castelo, e estava rodeado por muralhas de cantaria de pedra e um fosso. A oeste, o portão de armas era defendido por um cubelo. No início do século XVI estava a ser erguida uma torre de menagem, do lado oposto ao portão de armas. No interior desta pequena cerca ficavam apenas os aposentos do comendador. A segunda cerca (barbacã) era de pedra e barro e estava danificada nalguns pontos e deveria envolver o antigo casco urbano, vindo até à hoje denominada rua do Baluarte.

## Lista de Comendadores
Desde a atribuição do primitivo foral (1218) e até ao início da Dinastia Filipina, apenas se conhecem os nomes de oito comendadores de Proença:
- Frei Árias Martins, comendador no reinado de D. Pedro I (1357-1367).[1]
- João Rodrigues de Brito (1496);
- Frei D. Carlos (1505);
- Carlos Henriques[2] (viveu entre 1475 e 1555)
- Rui de Melo, O Punho[2] (nasceu cerca de 1480)
- D. Pedro Vasconcelos (1537)
- Gonçalo Mendes Sacoto (1538) Gonçalo Mendes Sacoto ou Gonçalo Mendes Caçoto foi militar e poeta, viveu na corte durante os reinados de D. João II e D. Manuel I. Destacou-se depois em várias batalhas no Norte de África, vindo a ocupar os cargos de alcaide-mor de Safim, adail-mor de Portugal, capitão de Azamor, e capitão de Tânger
- D. Francisco de Menezes, o Mouco (1580).